# Козьменко-Делінде Валентин Микитович
Валентин Микитович Козьменко (псевдонім — Валентин Козьменко — Делінде; нар. 25 січня 1951, с. Рудяки, Бориспільського району Київської області, зараз затоплене Канівським водосховищем) — драматург, режисер, художник театру, педагог, доктор філософії з теорії та історії театру.

## Життєпис
1976 — закінчив Київський інститут театрального мистецтва — тепер Київський університет кіно і телебачення (курс С. Сміяна)￼
1978 — 1983 та 2006 — 2010 — викладач акторської майстерність і режисуру Київського університету кіно і телебачення.
1977 — 1979 — режисер Київського театру російської драми імені Лесі Українки
1979 — 1984 — режисер-постановник Київського українського драматичного театру імені Івана Франка
1984 — 1991 — МХАТ ім. А. Чехова (м. Москва, Росія).
З 1991 року працює у Словаччині: 1994nbsp;— 1995nbsp;— режисер-постановник у театрі імені О. Духновича (місто Пряшів); 1995—1999 — засновник і режисер театру — студії у місті Кошиці. Працює керівником драматичних труп державних театрів у цих містах. Викладав у Пряшівському університеті на кафедрі філософії. У 1993 читав лекції з системи Станіславського в університеті Нью-Йорку.